# Børge Priens Prøve
Børge Priens Prøve (BPP) er en dansk psykologisk test der anvendes ved session til vurdering af intelligens.
BPP kan fører dets historie tilbage til 1. marts 1952 hvor Militærpsykologisk Arbejdsgruppe (det nuværende Institut for Militærpsykologi) blev oprettet og prøven har navn efter psykologen Børge Prien (1929-2012).
En udgave (BPP-53) blev første gang anvendt i november 1953. Rækkefølgen i denne prøve blev ændret lidt hvorved udgaven BPP-57 opstod i 1957.
Statistikeren Georg Rasch deltog som statistisk konsulent i afprøvningen af prøven.
BPP har være anvendt i over 50 år og er taget af næsten alle danske mænd mellem 19 år og 70 år.
Prøven indeholder 78 spørgsmål og består af 4 delprøver: matrixprøven, talrækker, ordrelationer og figurprøven.
Prøven varer 45 minutter og gives normalt til grupper.
I 1988 lå middelværdien af BPP-scoren på 41,9 blandt de 33.833 personer der tog prøven. Standardafvigelsen var på 10.4.
I årrækken 2006-2009 lå middelværdien stort set på samme værdi (41.8) blandt 107.461 der da havde taget prøven.
Mens der tidligere har været en stigning i middelværdien, hvilket kan ses i sammenhæng med Flynn-effekten, så
har en sammenligning af scoren fra 1998 med 2003/2004-scoren vist et mindre fald.
Et studie fra 2021 af nogle af fødselsårgangene fandt den højeste intelligens for årgangene omkring 1985 normalisereret til en IQ-score på omkring 109, faldende til omkring 107 for årgangene i 1990'erne.
For prøven i 2009 var det muligt at differentiere prøvedata efter etnisk baggrund: a) etniske danske probander og b) probander med oprindelse i Afrika, Mellem-Østen og Tyrkiet. Danske probander havde her en gennemsnitlig score på 42. b-gruppens gennemsnit var 32. For begge grupper var standardafvigelsen ca.10 point, således at med danske probander som reference sat til "IQ" (100,15) er b-gruppens tilsvarende score var (85,15)- altså een standardafvigelse lavere end danske probander.[kilde mangler] - Dette i analogi med amerikanske data (jfr. "The Bell Curve")  .   